# Biosphärenreservat Karpaten

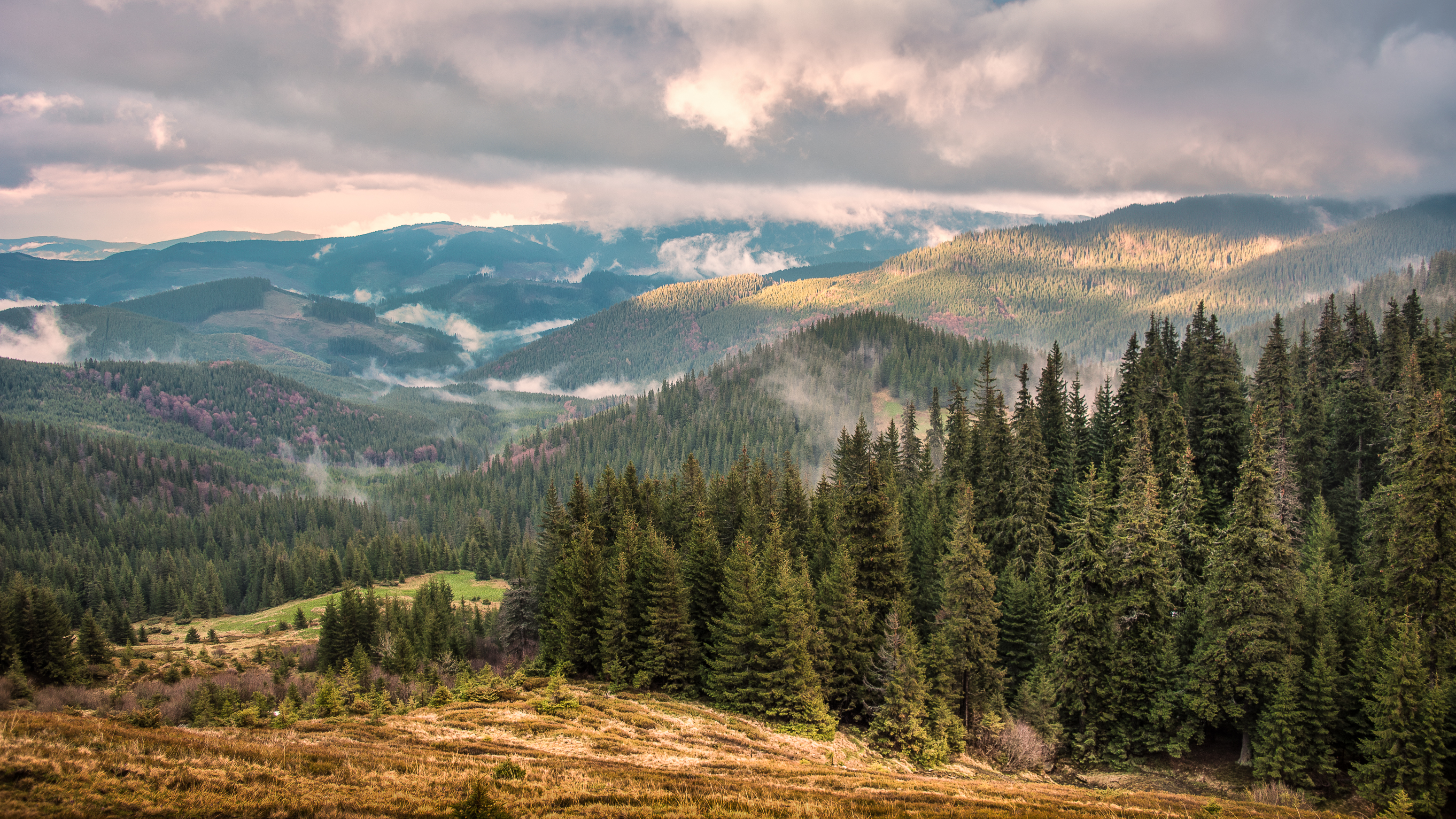
Panoramablick auf einen Teil des Biosphärenreservats Karpaten

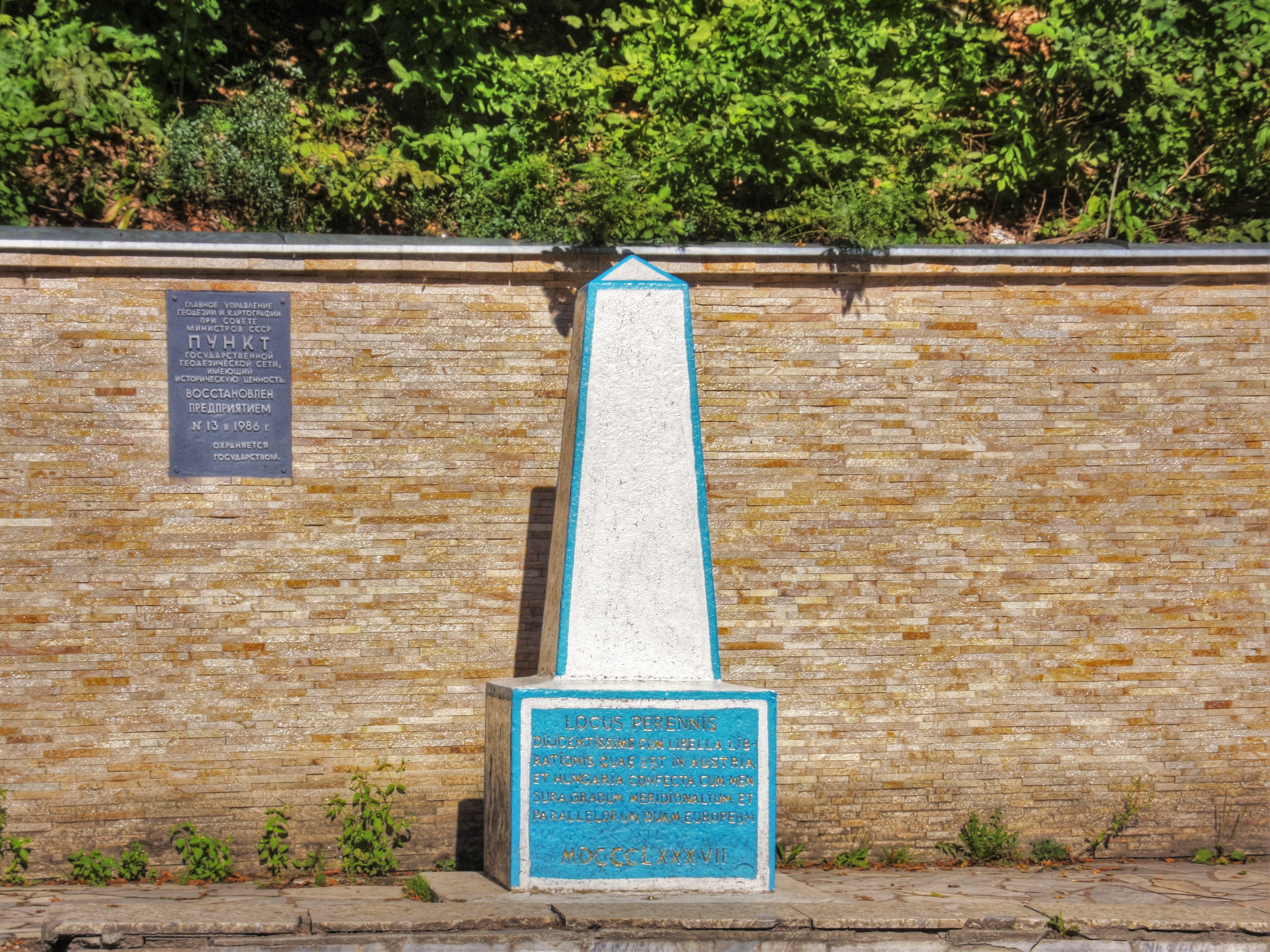
Der geographische Mittelpunkt Europas (1887)

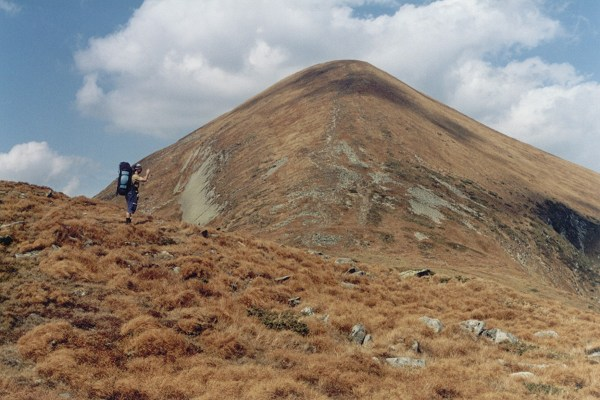
Am Gipfel der Howerla (2061 m)

Das Biosphärenreservat Karpaten, ukrainisch Biosfernyj reserwat Karpaty (Біосферний резерват Карпати; englisch Carpathian Biosphere Reserve, CBR) ist eines der größten Naturschutzgebiete der Ukraine, und seit 1992 von der UNESCO als Biosphärenreservat anerkannt.

## Geografie
Das Gebiet befindet sich im Südwesten der Ukraine, im Grenzgebiet zu Rumänien und Ungarn. Die Reservatsfläche besteht gegenwärtig aus acht Teilflächen. 2002 umfasste das Naturschutzgebiet eine Fläche von 53.630 Hektar.
Von dieser Fläche sind mehr als 80 % bewaldet. Dazu zählen auch die letzten Rotbuchen-Urwälder, die seit 2007 als Buchenurwälder und Alte Buchenwälder der Karpaten anerkanntes Weltnaturerbe der UNESCO sind. Diese Gebiete sind:
- Tschornohora – 2.477 ha, Gründung 1968 (1912) (hochmontaner Buchenmischurwald mit Nadelbäumen, letztes Habitat des Nerzes)
- Kusij/Trybuschany – 1.370 ha, Gründung 1990 (Eichen-Buchenwälder, wärmeliebende Flora)
- Maramoros – 2.244 ha, Gründung 1990 (1907) (Tannen-Buchen-Urwälder)
- Uholka-Schyrokyj Luh – 11.860 ha, Gründung 1968 (weltweit größter zusammenhängender Standort von Rotbuchenurwäldern)
- Swydiwez – 3.031 ha, Gründung 1997 (höchstes Verbreitungsgebiet reiner Buchenwaldbestände innerhalb des Weltnaturerbes)

Im Biosphärenreservat Karpaten sind alle Natur- und Klimazonen der ukrainischen Karpaten vertreten: Sowohl die für das Gebirgsvorland charakteristischen Ebenen als auch die subalpinen und alpinen Zonen. Der tiefste Punkt liegt mit 170 m ü. M. im Narzissental. Der höchste Punkt ist auch gleichzeitig der höchste Berg der Ukraine, der 2061 m hohe Howerla.
Mit einem Denkmal wurde der Mittelpunkt Europas markiert, dieser befindet sich im Reservatsgebiet in Dilowe, etwa zwölf Kilometer südlich der Stadt Rachiw. Rachiw ist auch Verwaltungssitz des Biosphärenreservates.